# Lo devo solo a te
Lo devo solo a te è il quarto lavoro di Pupo, pubblicato nel 1981 dall'etichetta discografica Baby Records.
Con questo disco Pupo vinse la Gondola d'oro. 
La canzone La storia di noi due, ritorna in auge nel 2010, essendo presente nello spot televisivo di Sky Sport.
Direzione d'orchestra e arrangiamenti: Gian Piero Reverberi.

## Tracce
1. Lo devo solo a te
2. Perché è così
3. Chissà se domani
4. Nashville
5. Volano
6. Non mi arrendevo mai
7. La storia di noi due
8. Lidia a Mosca
9. Burattino telecomandato
10. Ti sembra facile